# Баденков, Пётр Фёдорович
Пётр Фёдорович Баденков (3 августа 1909, Илькино, Владимирская губерния — 26 декабря 1992, Москва) — советский хозяйственный деятель, организатор шинной промышленности, Герой Социалистического Труда (1966).

## Биография
Пётр Фёдорович Баденков родился 3 августа 1909 года в селе Илькино (ныне — Киржачский район Владимирской области). В 1928 году он окончил профтехшколу в Киржаче, после чего работал токарем-инструментальщиком на заводе. В 1937 году Баденков окончил Московскую военно-техническую академию и был направлен на работу начальником особого конструкторского бюро завода «Красный богатырь» в Москве. С января 1939 года возглавлял Московский опытный шинный завод, а несколько месяцев спустя занял пост главного инженера Главного управления резиновой промышленности СССР (Главрезины). В 1940—1941 годах работал главным инженером Ярославского резино-асбестового комбината. В годы Великой Отечественной войны возглавлял Ярославский шинный завод, организовывал производство шин для нужд фронта и народного хозяйства.
С 1946 года работал в Москве. Занимал должности заместителя министров резиновой и химической промышленностей, возглавлял Главное управление шинной промышленности и Управление шин и резино-технической изделий. В 1959 году встал во главе Научно-исследовательского института шинной промышленности. Под руководством Баденкова этот институт стал лидером в шинной промышленности СССР, его разработки высоко котировались не только в СССР, но за рубежом. За два последующих десятилетия институт разработал многие принципиально новые разновидности шин.
Указом Президиума Верховного Совета СССР от 28 мая 1966 года за «выдающиеся заслуги в выполнении заданий семилетнего плана и достигнутые высокие технико-экономические показатели» Пётр Фёдорович Баденков был удостоен высокого звания Героя Социалистического Труда с вручением ордена Ленина и медали «Серп и Молот». 13 мая 1966 года возглавляемый им институт был награждён орденом Ленина.
В 1986 году вышел на пенсию. Скончался 26 декабря 1992 года, похоронен на Кунцевском кладбище Москвы.
Заслуженный химик РСФСР. Был награждён двумя орденами Ленина, орденом Октябрьской Революции, двумя орденами Трудового Красного Знамени, рядом медалей.